# Резолюция Совета Безопасности ООН 934
Резолюция Совета Безопасности ООН 934 — резолюция Совета Безопасности ООН, единогласно принятая 30 июня 1994 года после принятия резолюций 849 (1993), 854 (1993), 858 (1993), 876 (1993), 881 (1993), 892 (1993), 896 (1994), 901 (1994) и 906 (1994), Совет Безопасности поддержал переговоры между Абхазией и Грузией и продлил мандат Миссии ООН по наблюдению в Грузии (UNOMIG) до 21 июля 1994 года.
Совет Безопасности с удовлетворением отметил помощь, оказываемую Содружеством Независимых Государств (СНГ) в зоне конфликта в координации с UNOMIG. Генеральному секретарю было предложено сообщить о переговорах между UNOMIG, сторонами конфликта и миротворческими силами СНГ в отношении механизмов координации между UNOMIG и миротворческими силами СНГ. Также были рассмотрены рекомендации относительно расширения состава UNOMIG.
Резолюция признала Соглашение о прекращении огня и разъединении сил, подписанное в Москве 14 мая 1994 года.